# Museo dell'artigianato artistico abruzzese
L’Ente mostra dell'artigianato artistico abruzzese nasce nel 1970 (all'epoca con il nome di Mostra dell'artigianato della Maiella) a Guardiagrele grazie alla volontà di persone sensibili e attente alle attività culturali locali. L'Ente è un organismo autonomo che si propone di salvaguardare le attività artistiche-artigianali locali, mantenendo legami di partnership con istituzioni pubbliche e private nazionali.
La sede è in via Roma, presso il palazzo dell'Artigianato, ricavato da uno storico convento del XVII secolo di San Giuseppe della Compagnia della Buona Morte, di cui si conservano la facciata barocca e la chiesetta a navata unica, con decorazioni, paraste, tele e una statua di San Giuseppe. Il monastero fu gestito dalle Clarisse, poi dal XIX secolo dalle Suore Missionarie di Gesù Bambino, poi dagli anni '60 fu usato come scuola elementare fino alla destinazione attuale, all'interno si trova un chiostro, da cui è visibile il campanile.
La mostra dell'artigianato artistico si svolge ogni anno per tutto il mese di agosto.

## Descrizione

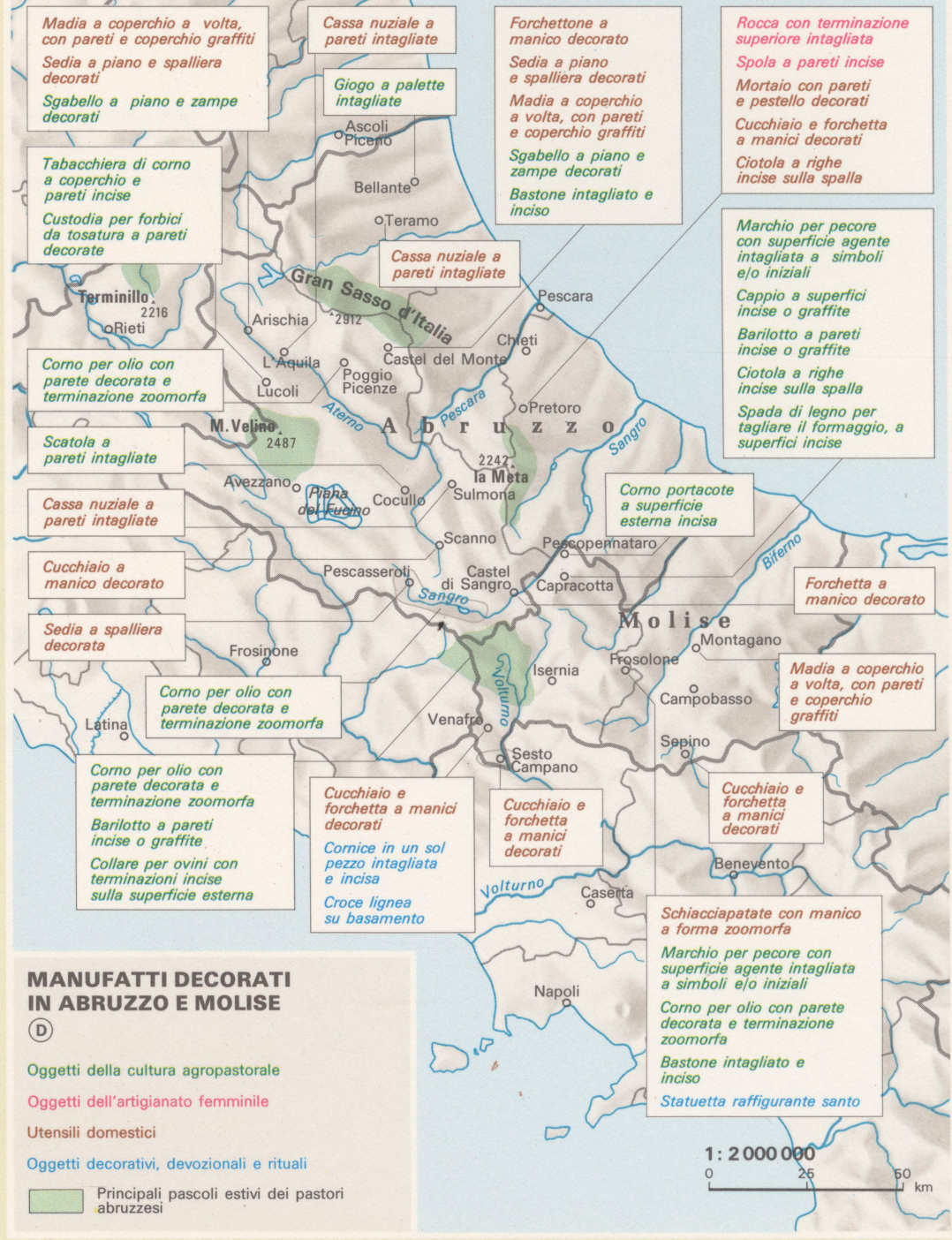
Manufatti decorati e aree di produzione di Abruzzo e Molise.

Nel 1981 L'Ente ha ottenuto il riconoscimento legale da parte della Regione Abruzzo, diventando il punto di riferimento per un territorio ricchissimo di antiche tradizioni.
Ferro battuto, rame, ceramica, legno, pietra scolpita, vetro, lavori al tombolo e ricami sono tutte attività manifatturiere che oggigiorno L'Ente, non solo cerca di conservare e tutelare nella loro integrità storica, ma anche di promuovere e diffondere grazie al Centro di Eccellenza dell'Artigianato Artistico Abruzzese costituito nel 2002.
Ogni anno, fin dalla sua nascita, l'Ente organizza dal 1° al 20 agosto la Mostra dell'artigianato artistico  abruzzese a Guardiagrele.    A questa iniziativa, che si rinnova da 52 anni, ha partecipato e continua a partecipare un gran numero di Artigiani. La Rassegna può essere identificata come un gioiello del lavoro abruzzese, alla quale farà corona nell'edizione del 2011 il  14º Concorso Biennale Nazionale di Arte Orafa Nicola da Guardiagrele.
Il 20 dicembre 2006, è stata inaugurata la nuova sede permanente dell'Ente mostra dell'artigianato artistico abruzzese presso il palazzo dell'Artigianato la quale si compone di opere artisticamente rilevanti che hanno ottenuto riconoscimenti nell'ambito di manifestazioni artigiane e artistiche o che, più semplicemente, evidenziano o  ripercorrono, un periodo storico particolare della cultura artigiana in Abruzzo.
Si possono ammirare durante la visita opere di arte fabbrile, ceramica, orafa, tombolo, vetro, attrezzi in rame e legno. All'interno del Museo permanente dell'artigianato artistico abruzzese si possono inoltre trovare i capolavori della Bottega Ranieri (fine '800 inizi '900) dei maestri del ferro battuto Antonio &  Felice.